# Аллея Архитектора Долганова
Аллея Архите́ктора Долга́нова — улица на северо-западе Москвы в Хорошёвском районе Северного административного округа в парке Берёзовая Роща между улицами Куусинена и Гризодубовой.

## Происхождение названия
Проектируемый проезд № 6329 получил название аллея Архитектора Долганова в июне 2021 года. Аллея названа в память об архитекторе, мастере ландшафтной архитектуры Виталии Долганове (1901—1969), который внёс большой вклад в озеленение и ландшафтный дизайн Москвы, включая программу озеленения города в Генплане Москвы 1935 года. Аллея проходит по парку «Берёзовая роща», который спроектировал архитектор.

## Описание
Аллея начинается от улицы Куусинена, проходит на восток через парк Берёзовая Роща и выходит к соединению улиц Гризодубовой и Генерала Ивашутина.